# Општина Загра (Бистрица-Насауд)
Загра (рум. Zagra) општина је у Румунији у округу Бистрица-Насауд.
Oпштина се налази на надморској висини од 557 m.